# Budgie (album)
| Recensione              | Giudizio        |
| ----------------------- | --------------- |
| AllMusic                | [ 1 ]           |
| Sputnikmusic            | 4.0 (Excellent) |
| Progarchives.com        | [ 3 ]           |
| Dizionario del Pop-Rock | [ 4 ]           |

Budgie è il primo ed eponimo album in studio del gruppo rock gallese Budgie, pubblicato dalla casa discografica MCA Records nel 1971.

## Tracce

### LP
Versione 
Lato A
Testi e musiche di John Burke Shelley, Antony Bourge e Raymond Phillips.
1. Guts – 4:20
2. Everything in My Heart – 1:00
3. The Author – 6:25
4. Nude Disintegrating Parachutist Woman – 8:30

Lato B
Testi e musiche di John Burke Shelley, Antony Bourge e Raymond Phillips.
1. Rape of the Locks – 6:10
2. All Night Petrol – 6:00
3. You and I – 1:45
4. Homicidal Suicidal – 6:30

Versione 
Lato A
Testi e musiche di John Burke Shelley, Antony Bourge e Raymond Phillips.
1. Guts – 4:20
2. Everything in My Heart – 1:00
3. The Author – 6:25
4. Nude Disintegrating Parachutist Woman – 8:30
5. Crash Course – 2:35

Lato B
Testi e musiche di John Burke Shelley, Antony Bourge e Raymond Phillips.
1. Rape of the Locks – 6:10
2. All Night Petrol – 6:00
3. You and I – 1:45
4. Homicidal Suicidal – 6:30

### CD
Edizione CD del 2004, pubblicato dalla Noteworthy Productions (NP2)
Testi e musiche di John Burke Shelley, Antony Bourge e Raymond Phillips, eccetto dove indicato.
1. Guts – 4:20
2. Everything in My Heart – 1:00
3. The Author – 6:25
4. Nude Disintegrating Parachutist Woman – 8:30
5. Rape of the Locks – 6:10
6. All Night Petrol – 6:00
7. You and I – 1:45
8. Homicidal Suicidal – 6:30
9. Crash Course in Brain Surgery (Alternate Mix) – 2:36 – Bonus Track
10. Nude Disintegrating Parachutist Woman (Single Edit) – 4:08 – Bonus Track
11. Nude Disintegrating Parachutist Woman (2003 Version) – 3:45 (John Burke Shelley, Steve Williams e Simon Lees) – Bonus Track - Registrato nell'estate del 2003
12. Guts (2003 Version) – 3:53 (John Burke Shelley, Steve Williams e Simon Lees) – Bonus Track - Registrato nell'estate del 2003

## Formazione
- Burke Shelley - voce, basso, melotron
- Tony Bourge - chitarra
- Ray Phillips - batteria, percussioni

Note aggiuntive
- Rodger Bain - produttore (per la Hummingbird Productions)
- Registrazioni effettuate al Rockfield Studios, presso Monmouth, Galles (Gran Bretagna)
- Shepard Sherbell - fotografia e design copertina album
- David Sparling - dipinto copertina frontale album originale[8]